# تشيني كا روضة
چيني كا روضة (بالأردوية: چینی کا روضہ)‏ هو ضريح في أغرة بالهند حيث دفن العلامة والشاعر أفضل خان الشيرازي وهو الوزير الأعظم للهند المغولية. تم بناؤه سنة 1635م إلى الشمال من ضريح اعتماد الدولة على الضفة الشرقية لنهر جمنة، وعلى بعد كيلومترين من تاج محل.
تُعرف واجهة النصب التذكاري أيضًا بأعمال البلاط المزجج، والتي تُسمى كاشي أو تشيني في مباني العصر المغولي.

## الصور

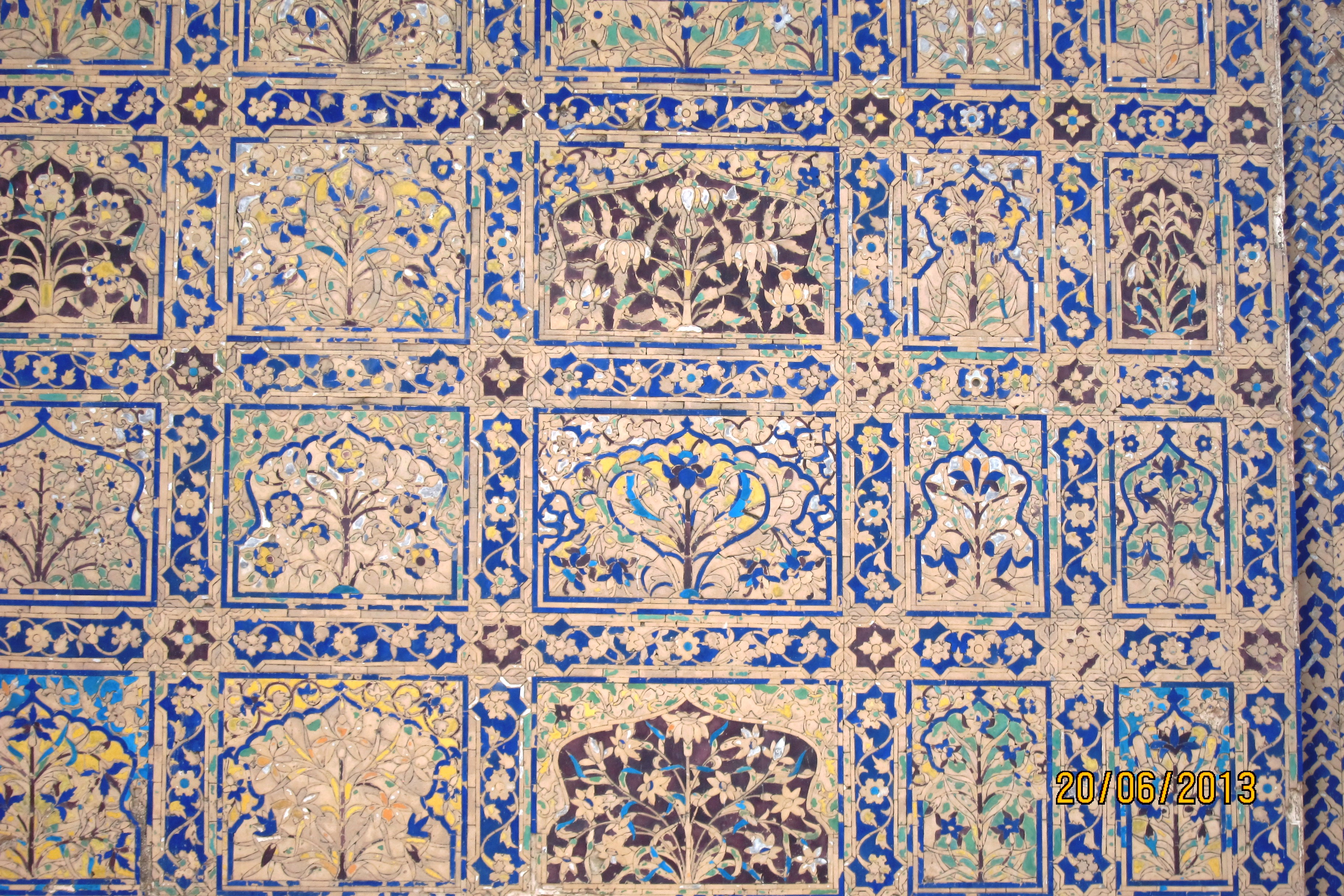
أعمال ترصيع قديمة في چيني كا روضة
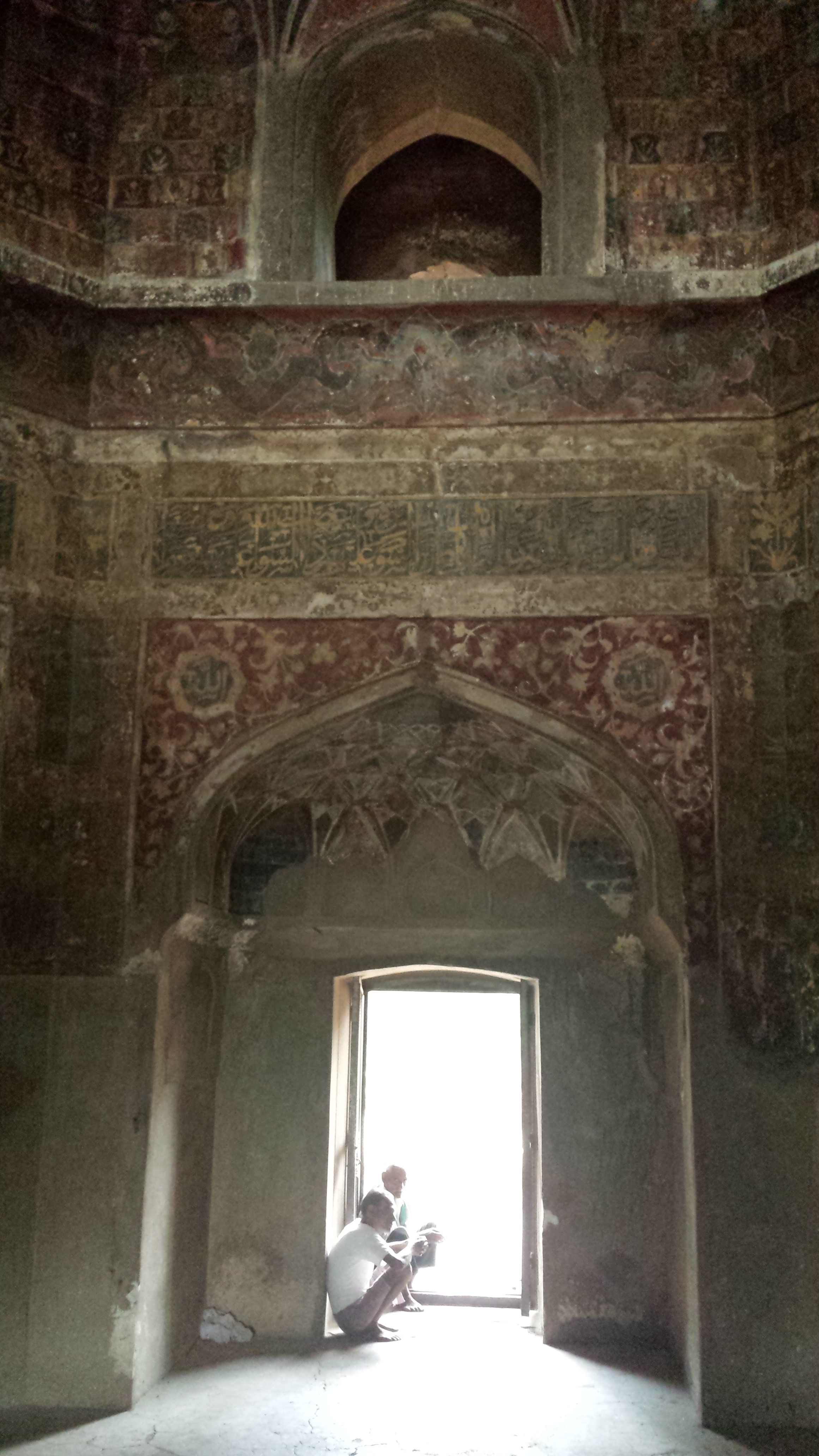
المشهد الداخلي